# Stazione di Sonico
La stazione di Sonico è una fermata ferroviaria della linea Brescia-Iseo-Edolo, a servizio dell'omonimo comune.

## Storia
Sonico fu aperta al servizio pubblico il 4 luglio 1909 assieme al tronco ferroviario che collegava Breno a Edolo.

## Strutture e impianti
Il fabbricato viaggiatori è stato costruito dalla Società Nazionale Ferrovie e Tramvie (SNFT) in accordo allo stile delle fermate della ferrovia Iseo-Edolo.
Il piazzale è composto dal solo binario di corsa della linea ferroviaria ed è servito da una banchina, lunga 52 m.

## Movimento
La fermata è servita dai treni regionali (R) Brescia-Edolo, gestiti da Trenord nell'ambito del contratto stipulato con la Regione Lombardia.